# Pendulum (álbum)
Pendulum é o sexto álbum de estúdio da banda Creedence Clearwater Revival, lançado no ano de 1970. Um single do álbum: "Have You Ever Seen The Rain" / "Hey Tonight", foi lançado em janeiro de 1971.
Pendulum foi o único álbum do CCR que não continha covers; todas as faixas foram escritas por John Fogerty. Foi o último álbum que a banda fez com Tom Fogerty, que iria deixar a banda para iniciar uma carreira solo. Foi também o último álbum com John Fogerty como único produtor do registro.

## Faixas
Todas as composições por John Fogerty.
| N.º            | Título                         | Letras         | Duração |  |
| 1.             | "Pagan Baby"                   |                | 6:23    |  |
| 2.             | "Sailor's Lament"              |                | 3:46    |  |
| 3.             | "Chameleon"                    |                | 3:17    |  |
| 4.             | "Have You Ever Seen the Rain?" |                | 2:40    |  |
| 5.             | "(Wish I Could) Hideaway"      |                | 3:43    |  |
| 6.             | "Born to Move"                 |                | 5:40    |  |
| 7.             | "Hey Tonight"                  |                | 2:42    |  |
| 8.             | "It's Just a Thought"          |                | 3:50    |  |
| 9.             | "Molina"                       |                | 2:42    |  |
| 10.            | "Rude Awakening #2"            |                | 6:22    |  |
| Duração total: | Duração total:                 | Duração total: | 41:10   |  |

| Bônus da Edição de 40 Anos |                                       |                |         |  |
| N.º                        | Título                                | Letras         | Duração |  |
| 1.                         | "45 Revolutions Per Minute (Part 1)"  |                | 3:17    |  |
| 2.                         | "45 Revolutions Per Minute (Part 2)"  |                | 7:19    |  |
| 3.                         | "Hey Tonight" (Live in Hamburg, 1971) |                | 2:32    |  |
| Duração total:             | Duração total:                        | Duração total: | 54:20   |  |

## Créditos

### Banda
- Doug Clifford: bateria
- Stu Cook: baixo
- John Fogerty: guitarra principal, piano, órgão, saxofone e vocal
- Tom Fogerty: guitarra rítmica e vocal de apoio

### Produção
- John Fogerty: produção e arrajos
- Russ Gary, Kevin L. Gray, Steve Hoffman: engenheiros
- Russ Gary: mesclas
- Tamaki Beck: supervisor de masterização
- Kevin L. Gray, Steve Hoffman, Shigeo Miyamoto: masterização
- Roberta Ballard: coordenação de produção
- Marcia McGovern: pré-produção
- Ed Caraeff, Richard Edlund, Wayne Kimbell: capa
- Richard Edlund, Wayne Kimbell: desenho
- Ed Caraeff, Wayne Kimbell, Baron Wolman: fotografia

## Recepção e crítica
| Críticas profissionais | Críticas profissionais |
| Avaliações da crítica  | Avaliações da crítica  |
| Fonte                  | Avaliação              |
| ---------------------- | ---------------------- |
| Allmusic               | [ 2 ]                  |
| Rolling Stone          | [ 3 ]                  |
| Robert Christgau       | (A-)                   |

Stephen Thomas Erlewine, crítico do Allmusic.com, disse: "Durante 1969 e 1970, CCR foi rotulado pelos hipsters de banda pop, e o álbum Pendulum foi construído como uma repreensão aos críticos."